# كفرون (فلم)
كفرون فلم سوري للفنان دريد لحام قصةً وإخراجًا وبطولة، وكتب السيناريو والحوار رفيق الصبان، وشارك في البطولة: مادلين طبر، وسامية الجزائري، وعمر حجو، وحسن دكاك، وحسام تحسين بك. أنتج الفلم عام 1990.

## قصة الفلم
في قرية جبلية تسمَّى كفرون، يعمل وَدُود (دريد لحام) فرَّاشًا في مدرسة القرية، ويقيم عَلاقات صداقة ومحبَّة مع التلاميذ الصغار فيغني ويلعب معهم، إلا أن صخور والدة ودود (سامية الجزائري) تنغِّص عليه حياته الهادئة بإلحاحها في المطالبة بالثأر من قاتل أبيه، وترفض تزويجَه خطيبته التي يحبها (ليلى جبر) قبل أن يفعل ذلك. 
وتُعيَّن في المدرسة معلِّمة جديدة اسمها نورة (مادلين طبر)، قادمة من المدينة المرفهة فلا تتأقلم بسهولة مع جوِّ الريف، لكنها لا تلبث أن تحبَّ هذا العالم البريء، بعد أن سكنت في غرفةٍ ببيت ودود. 
وتقع جريمة قتل، يسقط فيها قاتلُ أبي ودود مضرَّجًا بالدماء، فتشير أصابع الاتهام إلى ودود الذي تطلبه الشرطة، فيفرُّ هاربًا، ثم تقنعه المعلِّمة بتسليم نفسه للشرطة لأنه بريء. ويتعاون التلاميذ مع المعلِّمة في الكشف عن القاتل وإلقاء القبض عليه. فيعود الاستقرار إلى البيت والقرية.

## فريق العمل

### الفنيون
- إنتاج: نادر الأتاسي وشركة سيريا فيلم - سورية
- تنفيذ: معامل السينما في التلفزيون السوري
- إدارة الإنتاج: أحمد رافع
- مونتاج: محمد علي المالح
- عمليات فنية: شركة البراق - دمشق
- مدير التصوير: محمد الرواس
- تصوير: هشام المالح
- قصة: دريد لحام
- سيناريو وحوار: د. رفيق الصبان
- إخراج: دريد لحام

### الممثلون
- دريد لحام، بدور وَدُود فرَّاش المدرسة.
- مادلين طبر، بدور المعلِّمة القادمة من المدينة.
- سامية الجزائري، بدور والدة ودود.
- عمر حجو، بدور رئيس مَخفِر الشرطة.
- حسن دكَّاك، بدور مدير المدرسة.
- حسام تحسين بيك، بدور المجنون القاتل.
- أحمد رافع، بدور المدرِّس.
- أيمن بهنسي، بدور المدرِّس الآخر.
- ليلى جبر، بدور خطيبة ودود.
- فايق عرقسوسي، بدور القتيل.
- محمد خير التقي، بدور مدير التعليم.
- فيروز فوق العادة

## الأطفال
- فواز خوجه
- نور أتاسي
- سامي مبيض
- يزن أتاسي
- علاء رشيدي
- شذى نحاس

## جوائز
حقق الفلم عددًا من الجوائز، وحاز تقدير السينمائيين والنقاد وإعجابهم.

## روابط خارجية
مقالات تستعمل روابط فنية بلا صلة مع ويكي بيانات